# Henrik 2. af England
Henrik 2. (5. marts 1133 - 6. juli 1189 Henrik Kortkappe[kilde mangler] (engelsk: Curtmantle, fransk: Court-manteau), Henrik FitzEmpress eller Henrik Plantagenet) var konge af England fra 1154 til sin død. Han var den første konge af Huset Plantagenet.
Kong Ludvig 7. af Frankrig gjorde ham til hertug af Normandiet i 1150. Henrik blev greve af Anjou og Maine efter sin far Godfred 5. af Anjous død i 1151. Hans ægteskab i 1152 med Eleonora, hertuginde af Aquitanien, hvis ægteskab med Ludvig 7. for nylig var blevet annulleret, gjorde ham til hertug af Aquitanien. Han blev greve af Nantes ved traktat i 1185. På forskellige tidspunkter kontrollerede Henrik også delvist Skotland, Wales og Hertugdømmet Bretagne. Inden han var fyldt 40 år kontrollerede han England, store dele af Wales, den østlige halvdel af Irland og den vestlige halvdel af Frankrig - et område, der senere blev Det Angevinske Rige.
Da Henrik var 14 år, var han med i sin mor, Matildes, den eneste overlevende legitime barn af Henrik 1. af England, bestræbelser på at gøre krav på Englands trone, som Stefan af Blois sad på. Stefan accepterede en fredsaftale efter Henriks felttog i England i 1153, og Henrik arvede kongeriget et år senere efter Stefans død. Henrik var en energisk og til tider hensynsløs hersker, drevet af et ønske om at genskabe sin bedstefar Henrik 1.'s lande og privilegier. I de første år af sin regeringstid genoprettede han den kongelige administration i England, genoprettede overherredømmet over Wales og fik fuld kontrol over sine landområder i Anjou, Maine og Touraine. Henriks ønske om at reformere forholdet til kirken førte til konflikt med hans tidligere ven Thomas Becket, ærkebiskoppen af Canterbury. Den kontrovers varede i store dele af 1160'erne og resulterede i mordet på Becket i 1170. Henrik kom snart i konflikt med Ludvig 7., og de to herskere kæmpede i det, der i flere årtier var en "kold krig ". Henrik udvidede sit rige på Ludvigs bekostning, overtog Bretagne og rykkede mod øst ind i det centrale Frankrig og mod syd til Toulouse. Trods adskillige fredskonferencer og traktater blev der ikke opnået en varig aftale.
Henrik og Eleonora fik otte børn: Tre døtre og fem sønner. Tre af hans sønner blev konger, dog blev Henrik den Unge Konge udnævnt til sin fars medregent snarere end til selvstændig konge. Da sønnerne voksede op, begyndte spændinger om den fremtidige arv at blusse op, opmuntret af Ludvig og hans søn Kong Filip 2. I 1173 gjorde Henriks arving den Unge Henrik oprør i protest. Han fik følge af sine brødre Richard (senere konge) og Godfred og af deres mor, Eleonora. Frankrig, Skotland, Bretagne, Flandern og Boulogne gik sammen med oprørerne. Kun på grund af Henriks energiske militæraktioner og talentfulde lokale hærledere, mange af dem "nye mænd" på grund af deres loyalitet og administrative færdigheder, lykkedes det at slå oprøret ned. Den unge Henrik og Godfred gjorde oprør igen i 1183. Det endte med den unge Henriks død. Den normanniske invasion af Irland skaffede jord til hans yngste søn Johan (senere konge), men Henrik kæmpede for at finde måder at tilfredsstille alle sine sønners ønsker om jord og øjeblikkelig magt. I 1189 var den unge Henrik og Godfred døde, og Filip 2. af Frankrig havde udnyttet Richards frygt for, at Henrik 2. ville gøre Johan til konge. Det førte til et endeligt oprør. Afgørende besejret af Filip og Richard og med blødende mavesår, trak Henrik sig tilbage til Château de Chinon i Anjou. Han døde kort efter og blev efterfulgt af Richard.
Henriks rige kollapsede hurtigt under hans søn Johans styre, men mange af de ændringer Henrik indførte under sit lange styre havde langvarige konsekvenser. Henriks juridiske ændringer anses generelt for at have lagt grunden til det engelske almindelige retssystem, mens hans indblanding i Bretagne, Wales og Skotland formede udviklingen af deres samfund og styresystemer. Historiske fortolkninger af Henriks regeringstid har ændret sig betydeligt: I det 18. århundrede talte historikere for, at Henrik var en drivende kraft i oprettelsen af et ægte engelsk monarki og i sidste ende et forenet Storbritannien. Under den victorianske udvidelse af det Britiske Imperium var historikere meget interesserede i dannelsen af Henriks eget imperium, men de udtrykte også bekymring over hans privatliv og behandlingen af Becket. Historikere fra slutningen af det 20. århundrede har kombineret britiske og franske historiske beretninger om Henrik og udfordret tidligere anglocentriske fortolkninger af hans regeringstid.

## Tidlige år (1133–1149)
Henrik blev født i Le Mans i Frankrig den 5. marts 1133 som ældste barn af Matilde af England, tidligere tysk-romersk kejserinde og hendes anden ægtemand, Godfred 5. af Anjou. Det franske grevskab Anjou var blevet dannet i det 10. århundrede, og de angevinske herskere forsøgte i flere århundreder at udvide deres indflydelse og magt over hele Frankrig gennem omhyggelige ægteskaber og politiske alliancer. I teorien var greven en vasal til den franske konge, men den kongelige magt over Anjou svækkedes i løbet af det 11. århundrede, og grevskabet blev stort set selvstyrende.
Henriks mor var ældste datter af Henrik 1., konge af England og hertug af Normandiet. Hun blev født i den magtfulde herskende klasse af normannere, der traditionelt ejede omfattende besiddelser i både England og Normandiet, og hendes første mand var den tysk-romerske kejser Henrik 5. Efter hendes fars død i 1135 håbede Matilde på at overtage den engelske trone, men i stedet blev hendes fætter Stefan af Blois kronet til konge og anerkendt som hertug af Normandiet. Det resulterede i borgerkrig mellem deres tilhængere. Godfred udnyttede forvirringen til at angribe Hertugdømmet Normandiet, men spillede ingen direkte rolle i den engelske konflikt, men overlod det til Matilde og hendes halvbror Robert af Gloucester. Krigen, kaldet anarkiet af victorianske historikere, kom til at trække ud og udartede til et dødvande.
Henrik tilbragte sandsynligvis nogle af sine tidligste år i sin mors hus og fulgte Matilde til Normandiet i slutningen af 1130'erne. Henriks senere barndom, sandsynligvis fra syv-årsalderen, tilbragte han i Anjou, hvor han blev uddannet af Peter af Saintes, en kendt filolog. I slutningen af 1142 besluttede Godfred at sende den ni-årige til Bristol, centrum for den angevinske modstand af Stefan i det sydvestlige England, ledsaget af Robert af Gloucester. Selv om det var almindeligt blandt adelsmænd at have børn i slægtninges husstand, havde det også politiske fordele at sende Henrik til England, da Godfred var blevet kritiseret for at nægte at deltage i krigen i England. I omkring et år boede Henrik sammen med Roger af Worcester, en af Roberts sønner, og blev undervist af en magister, Mester Matthæus. Roberts husstand var kendt for sin uddannelse og læring. St. Augustine Abbediet i Bristols kannikker hjalp også med Henriks uddannelse, og han huskede dem med kærlighed i sine senere år. Henrik vendte tilbage til Anjou i 1143 eller 1144, hvor han genoptog sin uddannelse under Vilhelm af Conches, en anden berømt akademiker.
Henrik vendte tilbage til England i 1147, da han var fjorten år. Efter at have taget sin nærmeste husstand og et par lejesoldater med sig forlod han Normandiet og landede i England og gik til angreb i Wiltshire. Trods betydelig panik havde felttoget ringe succes, og Henrik kunne ikke at betale sine styrker og var derfor ikke i stand til at vende tilbage til Normandiet. Hverken hans mor eller hans onkel var villig til at forsørge ham. Det antyder, at de ikke havde godkendt felttoget. Overraskende henvendte Henrik sig i stedet til kong Stefan, som betalte de udestående lønninger og derved lod Henrik vende tilbage. Stefans grunde til det er uklare. En mulig forklaring er hans generelle høflighed over for et medlem af sin familie. En anden er, at han var begyndt at overveje, hvordan han kunne afsluttede krigen fredeligt, og så dette som en måde at opbygge et godt forhold til Henrik. Henrik gik til angreb endnu en gang i 1149 og begyndte, hvad der ofte kaldes for den henrianske fase af borgerkrigen. Henrik planlagde denne gang at indgå en alliance i nord med kong David 1. af Skotland, Henriks grandonkel og Ranulf af Chester, en magtfuld regional leder, der kontrollerede det meste af det nordvestlige England. Under denne alliance blev Henrik og Ranulf enige om at angribe York, sandsynligvis med hjælp fra skotterne. Det planlagte angreb blev opgivet, efter at Stefan hurtigt marcherede nord til York, og Henrik vendte tilbage til Normandiet.

## Udseende og personlighed
Om Henrik fortalte af krønikeskrivere, at han var flot, rødhåret og fregnet med et stort hoved. Han havde en kort, fyldig krop og var hjulbenet af ridning. Ofte var han lurvet klædt. Ikke så reserveret som sin mor og heller ikke så charmerende som sin far, var Henrik berømt for sin energi og drivkraft. Han var også berygtet for sit gennemtrængende blik, brutalitet, temperamentsudbrud og lejlighedsvis for sin dystre afvisning af overhovedet at tale. Nogle af disse udbrud kan have været teatralske og for virkningens skyld. Henrik siges at have forstået en lang række sprog, herunder engelsk, men talte kun latin og fransk. I sin ungdom nød Henrik krigsførelse, jagt og andre eventyrlige sysler. Efterhånden brugte han mere og mere energi på retslige og administrative anliggender og blev mere forsigtig, men i hele sit liv var han energisk og ofte impulsiv.
Henrik havde et lidenskabeligt ønske om at genopbygge kontrol over de områder, som hans bedstefar Henrik 1. havde regeret over. Han kan godt have været påvirket af sin mor i denne henseende, da Matilde også havde en stærk fornemmelse af forfædres rettigheder og privilegier. Henrik generobrede territorier, genindtog godser og genetablerede indflydelse over de mindre adelsfolk, der engang havde skabt, hvad historikeren John Gillingham beskriver som en "beskyttelsesring" omkring hans kerneområder. Han var sandsynligvis den første konge af England, der brugte et heraldik: En signetring med en leopard eller en løve indgraveret. Det endte med at danne Englands våbenskjold.

## Tidlige regeringstid (1150–1162)

### Erhvervelsen af Normandiet, Anjou og Aquitanien
I slutningen af 1140'erne var den aktive fase af borgerkrigen forbi undtagen enkelte kampe. Mange af baronerne indgik individuelle fredsaftaler med hinanden for at sikre deres krigsgevinster, og det så i stigende grad ud til at den engelske kirke overvejede at fremme en fredsaftale. Da Ludvig 7. vendte tilbage fra Det 2. korstog i 1149, blev han bekymret over forøgelsen af Godfred af Anjous magt og den potentielle trussel mod hans egne besiddelser, især hvis Henrik kunne erhverve den engelske krone. I 1150 gjorde Godfred Henrik til hertug af Normandiet, og Ludvig reagerede ved at bringe kong Stefans søn Eustace frem som den retmæssige arving til hertugdømmet og iværksætte et felttog for at fjerne Henrik fra provinsen. Henriks far rådede ham til fred med Ludvig, og en fred blev indgået i august 1151 efter mægling af Bernhard af Clairvaux. I henhold til aftalen gav Henrik sin hyldest til Ludvig for Normandiet, idet han accepterede Ludvig som sin feudale overherre og gav ham de omstridte områder i det normanniske Vexin. Til gengæld anerkendte Ludvig ham som hertug.
Godfred døde i september 1151, og Henrik udsatte sine planer om at vende tilbage til England, da han først havde brug for at sikre, at hans arv, især i Anjou, var sikker. Omkring dette tidspunkt planlagde han sandsynligvis også i hemmelighed sit ægteskab med Eleonora af Aquitanien, endnu Ludvigs hustru. Eleonora var hertuginde af Aquitanien, et land i det sydlige Frankrig, og blev betragtet som smuk, livlig og kontroversiel, men havde ikke født Ludvig sønner. Ludvig fik annulleret ægteskabet, og Henrik giftede sig med Eleonora otte uger senere den 18. maj. Ægteskabet genantændte øjeblikkeligt Henriks spændinger med Ludvig. Det blev betragtet som en fornærmelse, det modsatte sig feudal praksis, og det truede arven for Ludvigs og Eleonoras to døtre, Marie og Alix, som ellers måske havde haft krav på Aquitanien ved Eleonoras død. Med sine nye lande besad Henrik nu en meget større del af Frankrig end Ludvig. Ludvig organiserede en koalition mod Henrik, herunder med Stefan af Blois, Eustace af Boulogne, Henrik 1., greve af Champagne og Robert, greve af Perche. Ludvig's alliance fik selskab af Henriks yngre bror Godfred af Nantes, som tilsluttede sig opstanden idet han hævdede, at Henrik havde taget hans arv fra ham. Deres fars planer for arven af hans lande havde været tvetydige, hvilket gjorde det vanskeligt at vurdere Godfreds påstande. Samtidige beretninger antyder, at han efterlod de vigtigste slotte i Poitou til Godfred, hvilket kunne tyde på, at han måske havde tænkt at Henrik skulle beholde Normandiet og Anjou, men ikke Poitou.
Kampe brød straks igen ud langs Normandiets grænser, hvor Henrik af Champagne og Robert, greve af Perche, erobrede byen Neufmarché-sur-Epte. Ludvig styrker rykkede sydpå for at angribe Aquitanien. Stefan reagerede ved at lægge Wallingford Castle, en nøglefæstning loyal mod Henrik i Themsen-dalen, under belejring, muligvis i et forsøg på at fremtvinge en afslutning på den engelske konflikt, mens Henrik stadig kæmpede for sine territorier i Frankrig. Henrik reagerede hurtigt som svar, og undgik åben kamp med Ludvig i Aquitanien og stabiliserede den normanniske grænse, plyndrede Vexin og rykkede derefter sydpå ind i Anjou mod Godfred og erobrede et af hans vigtigste slotte (Montsoreau). Ludvig blev syg og trak sig ud af felttoget, og Godfred blev tvunget til at komme til forståelse med Henrik.

### Overtagelsen af den engelske trone
Som svar på Stefans belejring trodsede Henrik vinterstormene og vendte tilbage til England i starten af 1153. Med en lille hær af lejesoldater, sandsynligvis betalt med lånte penge, blev Henrik støttet i det nordlige og østlige England af styrkerne under Ranulf af Chester og Hugh Bigod og havde håb om en militær sejr. En delegation af de øverste engelske præster mødtes med Henrik og hans rådgivere i Stockbridge, Hampshire, kort før påske i april 1153. Detaljerne om deres diskussioner er uklare, men det ser ud til, at kirkens repræsentanter understregede, at samtidig med at de støttede Stefan som konge, søgte de en afsluttet, forhandlet fred. Henrik bekræftede igen, at han ikke ville gå efter de engelske katedraler og ikke ville forvente, at biskopperne blev en del af hans hof.
For at trække Stefans styrker væk fra Wallingford, belejrede Henrik Stefans borg i Malmesbury, og kongen svarede ved at marchere vestpå med en hær for at komme til undsætning. Henrik undgik med succes Stefans større hær langs floden Avon og forhindrede Stefan i at fremtvinge et afgørende slag. Af frygt for det stadig mere vinterlige vejr, aftalte de to mænd en midlertidig våbenhvile, som tillod Henrik at rejse nordover gennem Midlands, hvor den magtfulde Robert de Beaumont, 2. jarl af Leicester erklærede sin støtte til Henriks sag. Henrik var derefter fri til igen at føre sine styrker sydpå mod belejringen af Wallingford Castle. På trods af kun beskedne militære succeser kontrollerede han og hans allierede nu sydvest, Midlands og store dele af det nordlige England. I mellemtiden forsøgte Henrik at agere som en legitim konge, ved at være vidne til ægteskaber og bosættelser og holde hof på en kongelig måde.
I løbet af den næste sommer samlede Stefan tropper for at fornye belejringen af Wallingford Castle i et sidste forsøg på at tage fæstningen. Wallingfords fald virkede nært forestående, og Henrik marcherede sydpå for at hæve beleiringen, og ankom med en lille hær og lagde Stefans belejrende styrker under belejring. Efter nyheden om dette vendte Stefan tilbage med en stor hær, og de to sider konfronterede hinanden over Themsen ved Wallingford i juli 1154. På dette tidspunkt i krigen var baronerne på begge sider ivrige efter at undgå en åben kamp, så repræsentanter fra præsteskabet mæglede sig frem til en våbenhvile til irritation for både Henrik og Stefan. Henrik og Stefan benyttede lejligheden til at tale sammen privat om en potentiel afslutning på krigen. Meget belejligt for Henrik, blev Stefans søn Eustace syg og døde kort efter. Dette fjernede den anden mest åbenlyse prætendent til tronen, selvom Stefan havde en anden søn, Vilhelm, var han kun den næstældste søn og syntes ikke at have særlig interesseret i at gøre noget troværdigt krav på tronen. Kampene fortsatte efter Wallingford, men på en temmelig halvhjertet måde, samtidig med at den engelske kirke forsøgte at formidle en permanent fred mellem de to sider. 
I november ratificerede de to ledere betingelserne for en permanent fred. Stefan annoncerede Winchester-traktaten i Winchester Cathedral: Han anerkendte Henrik som sin adopterede søn og efterfølger, til gengæld for at Henrik hyldede ham. Stefan lovede at lytte til Henriks råd, men bevarede al sin kongelige magt. Stefans søn Vilhelm ville hylde Henrik og give afkald på sit krav på tronen i bytte for løfter om sikkerheden for hans lande. Vigtige kongelige slotte ville blive holdt på Henriks vegne af garanter, mens Stefan ville have adgang til Henriks slotte. Og de talrige udenlandske lejesoldater ville blive demobiliseret og sendt hjem. Henrik og Stefan forseglede traktaten med et fredens kys i katedralen. Freden forblev usikker, og Stefans søn Vilhelm forblev en mulig fremtidig rival til Henrik. Rygterne om et komplot til at dræbe Henrik cirkulerede, og muligvis som en konsekvens deraf besluttede Henrik at vende tilbage til Normandiet i en periode. Stefan blev ramt af sygdom i maven og døde den 25. oktober 1154, hvilket tillod Henrik at arve tronen hurtigere end forventet.

### Genopbygningen af kongestyret
Da han landede i England den 8. december 1154, modtog Henrik hurtigt loyalitetseder fra en del af baronerne og blev derefter den 19. december kronet sammen med Eleonora i Westminster Abbey. Det kongelige hof blev samlet i april 1155, hvor baronerne svor troskab til kongen og hans sønner. Der eksisterede stadig flere potentielle rivaler, herunder Stefans søn Vilhelm og Henriks brødre Godfred og Vilhelm, men de døde alle i de næste par år, hvilket efterlod Henriks position bemærkelsesværdig sikker. Ikke desto mindre arvede Henrik en vanskelig situation i England, da kongeriget havde lidt hårdt under borgerkrigen. I mange dele af landet havde kampene forårsaget alvorlig ødelæggelse, selvom nogle andre områder forblev stort set upåvirket. Talrige uautoriserede borge var blevet bygget som baser for lokale stormænd. Den kongelige skovlov var trådt ud kraft i store dele af landet. Kongens indkomst var faldet drastisk, og den kongelige kontrol over mønten forblev begrænset.
Henrik præsenterede sig selv som den legitime arvtager til Henrik 1. og begyndte at genopbygge kongeriget efter hans billede. Selvom Stefan havde forsøgt at fortsætte Henrik 1.'s måde at regere på i sin regeringsperiode, karakteriserede den unge Henriks nye regering disse nitten år som en kaotisk og urolig periode, med alle disse problemer, som var et resultat af Stefans egenmægtige tilegnelse af tronen. Henrik var også omhyggelig med at vise, at han i modsætning til sin mor ville lytte til andres råd. Forskellige foranstaltninger blev straks udført, skønt Henrik tilbragte seks og et halvt år ud af de første otte år af sin regeringsperiode i Frankrig, meget at arbejdet skulle gøres på afstand. Arbejdet med at nedrive de uautoriserede borge fra krigen fortsatte. Der blev gjort en indsats for at genoprette det kongelige retsvæsen og de kongelige finanser. Henrik investerede også stærkt i opførelsen og renoveringen af prestigefyldte nye kongelige bygninger.
Kongen af Skotland og lokale walisiske herskere havde draget fordel af den lange borgerkrig i England og underlagt sig omstridt land. Henrik gjorde sit for at vende denne tendens. I 1157 resulterede pres fra Henrik i, at den unge konge Malcolm 4. af Skotland tilbageleverede land i det nordlige England, som han havde taget under krigen. Henrik begyndte straks at forstærke den nordlige grænse. Det viste sig sværere at genoprette det anglo-normanniske overherredømme i Wales, og Henrik måtte kæmpe i to felttog i det nordlige og det sydlige Wales i 1157 og 1158, før de walisiske fyrster Owain Gwynedd og Rhys ap Gruffydd underkastede sig hans styre og accepterede grænserne før borgerkrigen. 

### Felttog i Bretagne, Toulouse og Vexin
Henrik havde et problematisk forhold til Ludvig 7. af Frankrig gennem 1150'erne. De to mænd var allerede tørnet sammen over Henriks arv til Normandiet og hans giftemål med Eleonora, og forholdet blev ikke forbedret. Ludvig forsøgte uvægerligt at føre sig frem som den med den højeste moral i forhold til Henrik ved at udnytte sit ry som en korsfarer og sprede rygter om hans rivals opførsel og karakter. Henrik havde større ressourcer end Ludvig, især efter at have taget England, og Ludvig var langt mindre dynamisk i at modstå den angevinske magt, end han havde været tidligere i sin regeringstid. Stridighederne mellem de to trak andre magter i hele regionen med ind, herunder Didrik af Flandern, der underskrev en militær alliance med Henrik, omend med en klausul, der forhindrede, at greven i at blive tvunget til at kæmpe mod Ludvig, hans feudale overherre. Længere mod syd blev Theobald 5., greve af Blois, en fjende af Ludvig, endnu en tidlig allieret til Henrik. De resulterende militære spændinger og de hyppige møder ansigt til ansigt for at forsøge at løse dem har ført til, at historikeren Jean Dunbabin har sammenlignet situationen med perioden med Den kolde krig i Europa i det 20. århundrede. 
Da han var vendt tilbage til kontinentet fra England, forsøgte Henrik at sikre sine franske lande og knuse ethvert potentielt oprør. Som et resultat aftalte Henrik og Ludvig i 1154 en fredsaftale, hvorefter Henrik købte Vernon og Neuf-Marché tilbage fra Ludvig. Traktaten virkede usikker, og spændinger forblev, især fordi Henrik ikke havde hyldet Ludvig for sine franske besiddelser. De mødtes i Paris og Mont Saint-Michel i 1158 og blev enige om at forlove Henriks ældste levende søn, den Unge Henrik, med Ludvig datter Margrete. Ægteskabsaftalen indebar at Ludvig skulle give det omtvistede territorium Vexin til Margrete ved hendes ægteskab med den Unge Henrik. Selvom dette i sidste ende ville give Henrik de landområder, som han havde gjort krav på, forudsatte den også på udspekuleret vis, at Vexin først og fremmest var Ludvigs at give bort, i sig selv en politisk indrømmelse. I en kort periode så en permanent fred mellem Henrik og Ludvig sandsynlig ud.
I mellemtiden havde Henrik vendt sin interesse mod Hertugdømmet Bretagne, som grænsede op til hans lande og traditionelt stort set var uafhængig af resten af Frankrig med sit eget sprog og sin egen kultur. De bretonske hertuger havde lidt magt over det meste af hertugdømmet, som for det meste blev kontrolleret af lokale stormænd. I 1148 døde hertug Conan 3. af Bretagne, og en borgerkrig brød ud. Henrik hævdede at være overherre over Bretagne på grundlag af, at hertugdømmet havde skyldt loyalitet over for Henrik 1., og fordi han ønskede at kontrollere hertugdømmet både som en måde at sikre sine andre franske territorier og som en potentiel arv for en af sine sønner. Oprindelig var Henriks strategi at herske indirekte gennem stedfortræder, og følgelig deraf støttede Henrik Conan 4. af Bretagnes krav på det meste af hertugdømmet, dels fordi Conan havde stærke bånd til England og let kunne påvirkes. Conans onkel Hoël fortsatte med at kontrollere Grevskabet Nantes i øst, indtil han i 1156 blev afsat af Henriks bror, Godfred, muligvis med Henriks støtte. Da Godfred døde i 1158, forsøgte Conan at genvinde Nantes, men mødte modstand fra Henrik, som annekterede det for sig selv. Ludvig gjorde intet for at gribe ind, mens Henrik gradvist øgede sin magt i Bretagne.
Henrik håbede at anvende en lignende tilgang til at genvinde kontrollen over Toulouse i det sydlige Frankrig. Selvom Toulouse teknisk set var en del af hertugdømmet Aquitanien, var det blevet mere og mere uafhængigt og blev nu styret af grev Raymond 5. af Toulouse, der kun havde et svagt krav på landområdet. Opmuntret af Eleonora allierede Henrik sig først med Raymond's fjende Ramon Berenguer af Barcelona og truede i 1159 derefter med selv at invadere for at afsætte greven af Toulouse. Ludvig giftede sin søster Konstance med greven i et forsøg på at sikre sine sydlige grænser. Ikke desto mindre, da Henrik og Ludvig diskuterede spørgsmålet om Toulouse, forlod Henrik mødet i troen på, at han havde den franske konges støtte til militær intervention. Henrik invaderede Toulouse kun for at finde Ludvig på besøg hos Raymond i byen. Henrik var ikke parat til direkte at angribe Ludvig, der stadig var hans feudale overherre, og trak sig tilbage, og nøjedes med at hærge det omkringliggende område, erobre borge og provinsen Quercy. Episoden viste sig at være en langvarig del af konflikten mellem de to konger og krønikeskriveren Vilhelm af Newburgh kaldte den efterfølgende konflikt om Toulouse en "40 års krig".
I kølvandet på Toulouse-episoden forsøgte Ludvig at reparere forbindelserne med Henrik gennem en fredsaftale fra 1160. Denne lovede Henrik de lande og rettigheder, der havde tilhørt hans bedstefar Henrik 1. Den bekræftede forlovelsen med den Unge Henrik og Margrete og Vexin-aftalen. Og den involverede den Unge Henriks hyldest til Ludvig, en måde at styrke den unge drengs position som arving og Ludvigs position som konge. Næsten umiddelbart efter fredskonferencen ændrede Ludvig sin holdning betydeligt. Hans hustru Konstance døde, og han giftede sig med Adèle, søsteren til greverne af Blois og Champagne. Ludvig forlovede også døtre af Eleonora med Adèles brødre Theobald 5., greve af Blois og Henrik 1., greve af Champagne. Dette indebar en aggressiv indeslutningsstrategi over for Henrik snarere end den aftalte tilnærmelse, og fik Theobald til at opgive sin alliance med Henrik. Henrik reagerede vredt. Kongen havde forældremyndighed over både den Unge Henrik og Margrete, og i november fik han hundset flere pavelige legater til gifte dem, selvom børnene kun var henholdsvis fem og tre år gamle, og overtog omgående Vexin. Nu var det Ludvigs tur til at blive rasende, da dette træk tydeligt brød ånden i 1160-traktaten.
Militære spændinger mellem de to ledere voksede øjeblikkeligt. Theobald mobiliserede sine styrker langs grænsen til Touraine. Henrik svarede ved at angribe Chaumont i Blois i et overraskelsesangreb. Han indtog med succes Theobalds borg i en bemærkelsesværdig belejring. I starten af 1161 syntes krigen sandsynligvis at sprede sig over regionen, indtil der blev forhandlet en ny fred på plads i Fréteval samme efterår, efterfulgt af en anden fredsaftale i 1162, overvåget af Pave Alexander 3. På trods af denne midlertidige afbrydelse af fjendtlighederne viste Henriks overtagelse af Vexin at blive en anden langvarig konflikt mellem ham og kongerne af Frankrig.

## Regering, familie og hushold

### Riget og styrets beskaffenhed
Henrik kontrollerede mere af Frankrig end nogen hersker havde siden Karolingerne. Disse lande kombineret med hans besiddelser i England, Wales, Skotland og store dele af Irland skabte et stort domæne, som historikere ofte omtaler som Det Angevinske Rige. Riget savnede en sammenhængende struktur eller central kontrol. I stedet bestod det af et løst, fleksibelt netværk af familieforbindelser og lande. Forskellige lokale skikke gjaldt inden for hvert af Henriks forskellige territorier, skønt fælles principper understøttede nogle af disse lokale varianter. Henrik rejste konstant over imperiet og skabte, hvad historikeren John Jolliffe beskriver som en "styre på vejene og i vejkanterne". Hans rejser faldt sammen med regionale regeringsreformer og andre lokal administrative opgaver, samtidig med at budbringere holdt ham i forbindelse med hans besiddelser, uanset hvor han var. I hans fravær blev landene styret af seneschaler og justitiarier, og under dem tog lokale embedsmænd i hver region sig regeringsopgaverne. Ikke desto var mange af regeringens funktioner centreret omkring Henrik selv, og han var ofte omgivet af ansøgere, der anmodede om beslutninger eller tjenester.
Fra tid til anden blev Henriks kongelige hof et magnum concilium, et storråd. Disse blev undertiden brugt til at tage store beslutninger, men betegnelsen blev løst brugt, hver gang mange baroner og biskopper sammen med i kongen. Et storråd skulle rådgive kongen og give accept til de kongelige beslutninger, skønt det er uklart, hvor meget frihed de faktisk nød til at modsætte sig Henriks intentioner. Henrik ser ud til også at have rådgivet sig med sit hof, når han lavede lavede love. I hvilket omfang han derefter tog hensyn til deres synspunkter er usikkert. Som en magtfuld hersker var Henrik i stand til at yde enten værdifuld protektion eller udsætte sine undersåtter for ødelæggende skade. Ved hjælp af sine protektionskræfter var han meget effektiv til at finde og holde på kompetente embedsmænd, herunder inden for Kirken, som i det 12. århundrede en vigtig del af den kongelige administration. Faktisk gav kongelig protektion inden for kirken en effektiv vej til forfremmelse under Henrik, og de fleste af hans foretrukne embedsfolk blev til sidst biskopper og ærkebiskopper. Henrik kunne også vise sin ira et malevolentia - "vrede og nag" - et udtryk, der beskrev hans evne til at straffe eller økonomisk ødelægge bestemte baroner eller præster.
I England var Henrik oprindeligt afhængig af sin fars tidligere rådgivere, som han bragte med sig fra Normandiet, og af nogle af Henrik 1.'s tilbageværende embedsmænd, forstærket med nogle af Stefans højere adelige, der havde indgået fred med Henrik i 1153. Under hans regeringsperiode fremmede Henrik, ligesom sin bedstefar, i stigende grad "nye mænd", mindre adelige uden egen rigdom og land, til embedspositioner i England. I 1180'erne var denne nye klasse af kongelige administratorer dominerende i England, støttet af forskellige uægte medlemmer af Henriks familie. I Normandiet var forbindelserne mellem de to halvdele af den anglo-normanniske adel blevet svækket i løbet af første halvdel af 1100-tallet og fortsatte med at gøre det under Henrik. Henrik fandt sine nære rådgivere i de normanniske biskoppers rækker og rekrutterede, som i England, mange "nye mænd" som normanniske administratorer. Få af de større jordejere i Normandiet nød godt af kongens protektion. Han blandede sig ofte i den normanniske adels sager gennem arrangerede ægteskaber eller behandling af arv, enten ved at bruge sin autoritet som hertug eller sin indflydelse som konge af England over deres lande der. Henriks styre var et hårdt et. I resten af Frankrig var den lokale administration mindre udviklet. Anjou blev styret gennem en kombination af embedsmænd kaldet prévôts og seneschaler med base langs Loire og i det vestlige Touraine, men Henrik havde få embedsmænd andetsteds i regionen. I Aquitanien forblev hertugens myndighed meget begrænset, på trods af at den blev øget markant under Henriks regeringstid, især takket være Richards anstrengelser i slutningen af 1170'erne.

### Hof og familie
Henriks rigdom gjorde ham i stand til at opretholde det, der sandsynligvis var den største curia regis, eller kongelige hof, i Europa. Hans hof tiltrak stor opmærksomhed fra samtidige krønikeskrivere og omfattede typisk flere vigtige adelige og biskopper sammen med riddere, hoftjenere, prostituerede, kontorister, heste og jagthunde. Hoffet var opdelt i hans embedsmænd, ministeriales, hans venner, amici og familiares regis, kongens uformelle indre cirkel af fortrolige og betroede tjenere. Henriks familiares var især vigtige for hans husstands- og regeringsgang, gennemføre regeringsinitiativer og udfylde hullerne mellem de officielle strukturer og kongen.
Henrik forsøgte at opretholde en sofistikeret husstand, der kombinerede jagt og drikke med kosmopolitisk litterære diskussioner og høviske værdier. Ikke desto mindre var Henriks lidenskab jagt, som hoffet blev berømt for. Henrik havde flere foretrukne kongelige jagthytter og -værelser tværs over sine lande og investerede voldsomt i sine kongelige slotte, både for deres praktiske nytte som fæstninger og som symboler på kongelig magt og prestige. Hoffet var relativt formelt i dets stil og sprog, muligvis fordi Henrik forsøgte at kompensere for sin egen pludselige opstigning til magten og relative ydmyge oprindelse som søn af en greve. Han var imod afholdelse af middelalderturneringer, sandsynligvis på grund af den sikkerhedsrisiko sådanne samlinger af væbnede riddere udgjorde i fredstid.
Det Angevinske Rige og hoffet var, som historikeren John Gillingham beskrev det, "et familiefirma". Hans mor Matilde spillede en vigtig rolle i hans tidlige liv og udøvede indflydelse i mange år derefter. Henriks forhold til sin kone Eleonora var kompliceret. Henrik betroede Eleonora med at regere England i flere år efter 1154 og var senere tilfreds med at lade hende regere Aquitanien. Faktisk antages det, at Eleonora havde indflydelse på Henrik under en stor del af deres ægteskab. I sidste ende brød deres forhold sammen, og krønikeskrivere og historikere har spekuleret i, hvad der i sidste ende fik Eleonora til at opgive Henrik for at støtte hendes ældre sønner i Det store oprør 1173–74. Sandsynlige forklaringer inkluderer Henriks vedvarende indblanding i Aquitanien, hans anerkendelse af Raymond af Toulouse i 1173 eller hans voldsomme temperament. Han havde flere langvarige forhold til elskerinder, herunder Annabel de Balliol og Rosamund Clifford.
Henrik fik otte legitime børn med Eleonora: Fem sønner: Vilhelm, den Unge Henrik, Richard, Godfred og Johan, og tre døtre: Matilde, Eleonora og Johanne. Han fik også flere uægte børn. Blandt de mest fremtrædende af disse var Godfred (senere ærkebiskop af York) og Vilhelm (senere jarl af Salisbury). Henrik forventedes at sørge for for sine legitime børns fremtid, enten ved at give land til sine sønner eller gifte sine døtre godt. Hans familie blev delt af rivaliseringer og voldelige fjendtligheder, mere end mange andre kongelige familier på samme tidspunkt, især de relativt sammentømrede franske Capetingere. Der er fremsat forskellige teorier til at forklare de bitre tvister i Henriks familie, fra deres families arvede gener til Henriks og Eleonoras fiasko som forældre. Andre teorier fokuserer på Henrik og hans børns personligheder. Historikere som Matthew Strickland har hævdet, at Henrik gjorde fornuftige forsøg på at styre spændingerne i sin familie, og at hvis han var død yngre, kunne arvefølgen være gået meget glattere.

### Justitsvæsenet
Henriks regeringstid oplevede betydelige juridiske ændringer, især i England og Normandiet. I midten af 1100-tallet havde England mange forskellige kirkelige og civilretlige domstole med overlappende jurisdiktion på grund af de forskellige juridiske traditioner. Henrik udvidede det kongelige justitsvæsens rolle i England kraftigt og skabte et mere sammenhængende retssystem, som blev sammenfattet i slutningen af hans regeringsperiode i Glanvill-afhandlingen, en tidlig juridisk håndbog. På trods af disse reformer er det usikkert, om Henrik havde en storslået vision for sit nye retssystem, og reformerne ser ud til at have forløbet på en stabil, pragmatisk måde. Faktisk var han sandsynligvis ikke personligt ansvarlig i de fleste tilfælde for skabelsen af de nye processer, men han var meget interesseret i justitsvæsenet, idet han så sikringen af retfærdighed som en af de vigtigste opgaver for en konge og udpegede omhyggeligt gode administratorer til at udføre reformerne.
I kølvandet på kaosset fra Stefans regeringsperiode i England var der mange juridiske sager vedrørende jord, der skulle løses. Mange klostre havde mistet jord under konflikten, mens ejere og arvinger i andre tilfælde var blevet frataget deres ejendom af lokale baroner, som i nogle tilfælde siden havde solgt det eller givet det til nye ejere. Henrik støttede sig til traditionelle, lokale domstole, såsom grevskabsretter, herredsretter og især godsherreretter, til at behandle de fleste af disse sager og kun høre nogle få personligt. Denne proces var langt fra perfekt, og i mange tilfælde var fordringshaverne ikke i stand til at forfølge deres sager effektivt. Skønt han var interesseret i retsvæsenet, var Henrik i de første år af sin regeringstid optaget af andre politiske spørgsmål, og endda at finde kongen til en høring kunne betyde at man skulle rejse over kanalen og lokalisere hans omvandrende hof. Ikke desto mindre var han villig til at tage affære for at forbedre de eksisterende procedurer ved at gribe ind i sager, som han mente var blevet ført ukorrekt og skabe lovgivning til forbedring af både kirkelige og civile retssager. I mellemtiden i Normandiet sørgede Henrik for retfærdighed gennem de retter, der blev ledet af hans embedsmænd omkring i hertugdømmet, og lejlighedsvis nåede disse sager til kongen selv. Han havde også en skatteret i Caen, der hørte sager om kongelige indtægter og fastholdt kongens dommere, der rejste rundt i hertugdømmet. Mellem 1159 og 1163 tilbragte Henrik tid i Normandiet med at gennemføre reformer af kongelige og kirkelige domstole, og nogle af de foranstaltninger, der senere blev indført i England, er blevet registreret som eksisterende i Normandiet allerede så tidligt som i 1159.
I 1163 vendte Henrik tilbage til England med det formål at reformere de kongelige domstole. Han slog ned på kriminalitet, beslaglagde tyvenes og flygtninges ejendele, og rejsende dommere blev sendt til Nordengland og Midlands. Efter 1166 begyndte Henriks skattehof i Westminster, der tidligere kun havde hørt sager forbundet med kongelige indtægter, at tage sig af større civile sager på vegne af kongen. Reformerne fortsatte, og Henrik oprettede General Eyre, sandsynligvis i 1176, som involverede udsendelse af en gruppe kongelige justitsfolk for at besøge alle grevskaber i England over en given periode med myndighed til at dække både civile og kriminelle sager. Lokale juryer blev lejlighedsvis brugt i tidligere regeringsperioder, men Henrik brugte dem meget bredere. Juryer blev indført i små assiseretter fra omkring 1176, hvor de blev brugt til at fastlægge svarene på særlige forudbestemte spørgsmål, og i store assiseretter fra 1179, hvor de blev brugt til at bestemme en sagsøgts skyld. Andre retsplejemidler fortsatte, herunder tvekamp og jernbyrd. Efter Clarendon-assiserne i 1166 blev det kongelige retsvæsen udvidet til nye områder ved brug af nye former for assiser, især novel disseisin (generhvervelse af uretmæssigt frataget land), mort d'ancestor (arverettigheder) og unde nichil habet (enkers rettigheder). Ved gennemførelsen af disse reformer udfordrede Henrik både baronernes traditionelle ret til at sørge for retfærdighed og forstærkede de vigtigste feudale principper, men med tiden øgede de i høj grad kongemagten magt i England.

### Forholdet til kirken
Henriks forhold til kirken varierede betydeligt på tværs af hans lande og over tid. Ligesom med andre aspekter af hans styre var der ikke noget forsøg på at udforme en fælles kirkepolitik. For så vidt han havde en politik, var det generelt at modstå pavelig indflydelse og øge sin egen lokale magt. I det 12. århundrede var der en reformerende bevægelse inden for Kirken, der ønskede større autonomi fra den kongelige myndighed for præsten og mere indflydelse til pavemagten. Denne tendens havde allerede forårsaget spændinger i England, for eksempel da kong Stefan tvang Theobald af Bec, ærkebiskoppen af Canterbury, i eksil i 1152. Der var også langvarige bekymringer over den juridiske behandling af medlemmer af præsteskabet.
I modsætning til spændingerne i England havde Henrik lejlighedsvise uenigheder med kirken i Normandiet, men nød generelt meget gode forhold til de normanniske biskopper. I Bretagne havde han støtte fra det lokale kirkehierarki og blandede sig sjældent i gejstlige anliggender, undtagen lejlighedsvis for at skabe vanskeligheder for sin rival Ludvig af Frankrig. Længere mod syd var hertugerne af Aquitaniens magt over den lokale kirke langt mindre end i nord, og Henriks bestræbelser på at udvide sin indflydelse over lokale udnævnelser skabte spændinger. Under det omstridte pavevalg i 1159 støttede Henrik, ligesom Ludvig, Alexander 3. over hans rival Modpave Viktor 4.
Henrik var ikke en særlig from konge efter middelalderens standarder. I England opretholdt han en stadig protektion over klosterhuse, men etablerede få nye klostre og var relativt konservativ med hensyn til at bestemme, hvilke han støttede, og favoriserede dem med etablerede forbindelser til sin familie, såsom Reading Abbey. I denne henseende synes Henriks religiøse syn at have været påvirket af hans mor, og inden hans tronbestigelse blev der udstedt flere religiøse rettighedsbreve i deres fælles navn. Henrik grundlagde også religiøse hospitaler i England og Frankrig. Efter Beckets død opførte og betænkte han forskellige klostre i Frankrig, primært for at forbedre sit eget image. Da rejse ad søvejen i perioden var farlig, ville han skrifte, før han satte sejl og brugt augurer til at bestemme det bedste tidspunkt at rejse. Henriks bevægelser kan også have været planlagt for at drage fordel af helligdage og andre tilfældige lejligheder.

### Økonomi og finans
Henrik genoprettede mange af de gamle finansinstitutioner fra sin bedstefar Henrik 1.'s tid og gennemførte derudover længevarende reformer af den måde, hvordan den engelske valuta blev forvaltet. Et resultat var en langvarig stigning i pengemængden i økonomien, hvilket førte til en vækst i både handel og af inflation. Middelalderherskere som Henrik havde forskellige indkomstkilder i det 12. århundrede. Noget af deres indkomst kom fra deres private godser, kaldet domæne (demensne). Andre indtægter kom fra at pålægge juridiske bøder og vilkårlige straffe, og fra skatter, som på dette tidspunkt kun blev opkrævet med mellemrum. Konger kunne også skaffe penge ved at låne. Henrik gjorde dette langt oftere end tidligere engelske herskere, i starten gennem pengeudlånere i Rouen, og og senere i sin regeringsperiode fra jødiske og flamske långivere. Kontanter blev stadig vigtigere for herskerne i det 12. århundrede for at muliggøre anvendelsen af lejesoldatstyrker og opførelsen af borge af sten, begge vigtige for vellykkede militære felttog.
Henrik havde arvet en vanskelig situation i England i 1154. Henrik 1. havde etableret et system med kongelige finanser, der var afhængige af tre nøgleinstitutioner: Et centralt kongeligt skattekammer i London, assisteret af skattekamre i nøgleslotte, finanshovedkassen der stod for betalinger til skattekamrene, og et hold af kongelige embedsmænd kaldet "kammeret", der fulgte med på kongens rejser, hvor de brugte penge om nødvendigt og indsamlede indtægter undervejs. Den lange borgerkrig havde forårsaget et betydeligt brud i dette system, og nogle tal antyder, at den kongelige indkomst faldt med 46% mellem 1129-30 og 1155-56. En ny mønt, kaldet Awbridge sølv pennyen, blev udstedt i 1153 i et forsøg på at stabilisere den engelske valuta efter krigen. Der vides mindre om, hvordan de økonomiske anliggender blev styret i Henriks kontinentale besiddelser, men et meget lignende system fungerede i Normandiet, og et sammenligneligt system fungerede sandsynligvis i både Anjou og Aquitanien.
Efter sin magtovertagelse lagde Henrik en høj prioritet på genopretningen af de kongelige finanser i England, genopretningen af Henrik 1.'s økonomiske processer og forsøget på at forbedre kvaliteten af den kongelige regnskabsføring. Indtægter fra "domænet" udgjorde størstedelen af Henriks indkomst i England, skønt skatter blev opkrævet meget i de første 11 år af hans regeringsperiode. Hjulpet af den dygtige Richard FitzNeal reformerede han valutaen i 1158, hvor han for første gang satte sit navn på engelske mønter og kraftigt reducerede antallet af pengeudbydere med licens til at fremstille mønter. Disse foranstaltninger var succcesfulde og forbedrede hans indkomst, men ved hans tilbagevenden til England i 1160'erne tog Henrik yderligere skridt. Nye skatter blev indført, og de eksisterende opgørelser blev omrevideret, og reformerne af retssystemet indbragte nye strømme af penge fra bøder og straffe. En storstilet reform af pengevæsenet fandt sted i 1180, hvor kongelige embedsmænd overtog direkte kontrol over mønterne og overførte indtægterne direkte til statskassen. En ny øre, kaldet "Det korte kors" (Short Cross), blev indført, og antallet af mønter til prægning af mønter reduceres betydeligt til ti i hele landet. Som resultat af reformerne steg de kongelige indtægter markant. Under den første del af Henriks regeringsperiod var hans gennemsnitlige skatteindtægt kun på ca. 18.000 pund, efter 1166 var gennemsnittet omkring 22.000 pund. En økonomisk effekt af disse ændringer var en betydelig stigning i mængden af penge, der var i omløb i England, og efter 1180 en betydelig, langsigtet stigning af både inflation og handel.

## Senere regeringsperiode (1162–1175)

### Udviklingen i Frankrig
De langvarige spændinger mellem Henrik og Ludvig 7. fortsatte i 1160'erne, hvor den franske konge langsomt brugte mere og mere energi på at modsætte sig Henriks stigende magt i Europa. I 1160 styrkede Ludvig sine alliancer i det centrale Frankrig med greven Champagne og Odo 2., hertug af Burgund. Tre år senere allierede den nye greve af Flandern Filip 1. i bekymring for Henriks voksende magt sig åbent med den franske konge. Ludvig hustru Adèle fødte en mandlig arving Filip i 1165, og Ludvig var mere sikker i sin egen position end i mange år tidligere. Som et resultat forværredes forholdet mellem Henrik og Ludvig igen i midten af 1160'erne.
I mellemtiden var Henrik begyndt at ændre sit indirekte styre i Bretagne og begyndte at udøve mere direkte kontrol. I 1164 blandede han sig for at overtage land langs grænsen mellem Bretagne og Normandiet og invaderede i 1166 Bretagne for at afstraffe de lokale baroner. Henrik tvang derefter hertug Conan 4. af Bretagne til at abdicere til fordel for sin datter Konstance. Konstance blev overdraget til Henrik og forlovet med hans søn Godfred. Denne ordning var ganske usædvanlig i forhold til middelalderlov, da Conan måske havde haft sønner, der legitimt kunne have arvet hertugdømmet. Et andet sted i Frankrig forsøgte Henrik at overtage Auvergne, meget til den franske konges vrede. Længere mod syd fortsatte Henrik med at lægge pres på Raymond af Toulouse. Kongen drog dertil personligt på felttog i 1161, sendte ærkebiskoppen af Bordeaux mod Raymond i 1164 og opfordrede Alfons 2. af Aragonien til hans angreb. I 1165 blev Raymond skilt fra Ludvigs søster og forsøgte at alliere sig med Henrik i stedet.
Disse voksende spændinger mellem Henrik og Ludvig brød omsider ud i åben krig i 1167, udløst af et ubetydelig diskussion om, hvordan penge, der var bestemt til Levantens korsfarerstater, skulle indsamles. Ludvig allierede sig med walisere, skotter og bretonere og angreb Normandiet. Henrik svarede igen ved at angribe Chaumont-sur-Epte, hvor Ludvig havde sit vigtigste militære arsenal, brændte byen til jorden og tvang Ludvig til at opgive sine allierede og indgå en personlig våbenhvile. Henrik stod derefter frit til at gå imod de oprørske baroner i Bretagne, hvor følelserne omkring hans overtagelse af hertugdømmet stadig var følsomme.
Efterhånden som årtiet skred frem, ønskede Henrik i stigende grad at løse spørgsmålet omkring sin arv. Han besluttede, at han ville opdele sit rige efter sin død, således at den Unge Henrik fik England og Normandiet, Richard fik hertugdømmet Aquitanien og Godfred overtog Bretagne. Dette ville kræve Ludvigs samtykke, og følgelig begyndte kongerne nye fredsforhandlinger i 1169 i Montmirail. Forhandlingerne var omfattende og blev afsluttet med, at Henriks sønner hyldede Ludvig for deres fremtidige arv i Frankrig, og med at Richard blev forlovet med Ludvig datter Adéle.
Hvis aftalerne i Montmirail var blevet fulgt op, ville hyldesthandlingerne potentielt have bestyrket Ludvig position som konge, samtidig med at nedbryde legitimiteten for nogen oprørske baroner inden for Henriks territorier og potentialet for en alliance mellem dem og Ludvig. I praksis opfattede Ludvig selv at have opnået en midlertidig fordel, og umiddelbart efter konferencen begyndte han at tilskynde til spændinger mellem Henriks sønner. I mellemtiden fortsatte Henriks situation i det sydlige Frankrig med at forbedre sig, og i 1173 havde han accepteret en alliance med Umberto 3., greve af Savoyen, hvorved Henriks søn Johan blev forlovet med Umbertos datter Alicia. Henriks datter Eleonora blev gift med Alfons 8. af Kastilien i 1170, hvorved en yderligere allieret i syd blev sikret. I februar 1173 gav Raymond endelig op og gav offentligt sin hyldest for Toulouse til Henrik og hans arvinger.

### Striden med Thomas Becket
En af de største internationale begivenheder omkring Henrik i 1160'erne var striden med Thomas Becket. Da ærkebiskoppen af Canterbury Theobald af Bec døde i 1161, så Henrik en mulighed for at øge sin magt over kirken i England. Henrik udnævnte Thomas Becket, sin engelske kansler, til ærkebiskop i 1162, idet han sandsynligvis troede, at Becket ud over at være en gammel ven, ville være politisk svag inde for kirken på grund af sin tidligere rolle som kansler, og derfor var nødt til at være afhængig af Henriks støtte. Både Henriks mor og hustru så ud til at have betvivlet udnævnelsen, men han fortsatte uanset. Hans plan fik ikke det ønskede resultat, da Becket straks ændrede sin livsstil, opgav sit nære forhold til kongen og skildrede sig selv som en oprigtig beskytter af kirkens rettigheder.
Henrik og Becket blev hurtigt uenige om flere spørgsmål, herunder Beckets forsøg på at genvinde kontrol over landområder, der tilhørte ærkebispesædet og hans syn på Henriks skattepolitik. Den vigtigste årsag til konflikten vedrørte behandlingen af præster, der begik sekulære forbrydelser. Henrik argumenterede for, at den retslige sædvane i England gjorde det muligt for kongen at håndhæve loven over for disse præster, mens Becket hævdede, at kun kirkelige retter kunne prøve sagerne. Sagen gik op i en spids i januar 1164, da Henrik gennemtvang en accept af Clarendon Forordningerne (Constitutions of Clarendon). Under voldsomt et pres havde Becket midlertidigt tilsluttet sig, men ændrede holdning kort efter. Det juridiske argument var på det tidspunkt komplekst og forblev omstridt.
Uenigheden mellem Henrik og Becket blev både i stigende grad personlig og af international karakter. Henrik var stædig og bar nag, mens Becket var forfængelig, ambitiøs og overdreven politisk. Ingen af dem var villige til at gå på kompromis. Begge søgte støtte fra Pave Alexander 3. og andre internationale ledere og argumenterede for deres holdning i forskellige fora i hele Europa. Situationen blev værre i 1164, da Becket flygtede til Frankrig for at søge asyl hos Ludvig 7. Henrik chikanerede Beckets fæller i England, og Becket ekskommunikerede religiøse og sekulære embedsmænd, der havde tilsluttet sig kongen. Paven støttede i princippet Beckets sag, men havde brug for Henriks støtte for at modstå den tysk romerske-kejser Frederik Barbarossa, så han søgte gentagne gange at opnå en forhandlet løsning. Den normanniske kirke greb også ind for at forsøge at hjælpe Henrik med at finde en løsning.
I 1169 havde Henrik besluttet at krone sin søn den Unge Henrik som konge af England. Dette krævede samtykke fra ærkebiskoppen af Canterbury, traditionelt kirkens repræsentant med ret til at gennemføre ceremonien. Endvidere var hele sagen med Becket blevet en stigende international forlegenhed for Henrik. Han begyndte at tage en mere forligende tone over for Becket, men da dette mislykkedes, blev den Unge Henrik alligevel kronet af ærkebiskopoen af York. Paven bemyndigede Becket til at lægge et interdikt over England og tvang Henrik tilbage til forhandlinger. De blev til sidst afsluttet i juli 1170, og Becket vendte tilbage til England i begyndelsen af december. Lige da tvisten syntes at være løst, ekskommunikerede Becket yderligere tre støtter til Henrik, som blev rasende og på skændig vis udbrød "Hvilke ynkelige driverter og forrædere har jeg næret og forfremmet i mit hushold, som har ladet deres herre blive behandlet med så skammelig foragt af en embedsmand af ringe herkomst!"
Som svar red fire riddere i hemmelighed til Canterbury, tilsyneladende med det formål at konfrontere og om nødvendigt arrestere Becket for at have brudt sin aftale med Henrik. Ærkebiskoppen nægtede at lade sig arrestere inde i en kirkes hellige fristed, så ridderne hakkede ham ihjel den 29. december 1170. Denne begivenhed, især foran et alter, forfærdede det kristne Europa. Selvom Becket ikke havde været populær, mens han levede, blev han efter sin død erklæret for martyr af de lokale munke. Ludvig greb ind i sagen, og til trods for den normanniske kirkes indsats for at forhindre den franske kirke i at gribe ind, blev der annonceret en nyt interdikt over Henriks besiddelser. Henrik var optaget af sager omkring Irland og tog ikke noget skridt for at arrestere Beckets mordere og argumenterede med, at han ikke var i stand til det. Det internationale pres på Henrik voksede, og i maj 1172 indgik han om en aftale med paven, hvor kongen svor at drage på korstog såvel som effektivt at ophæve Clarendon Forordningerne. I de kommende år, selvom Henrik faktisk aldrig drog på korstog, udnyttede han den voksende "Becket kult" til sine egen fordel. 

### Invasionen af Irland
I midten af det 12. århundrede blev Irland styret af lokale konger, skønt deres autoritet var mere begrænset end deres ligemænd i resten af Vesteuropa. De fleste europæere betragtede irerne som relativt barbariske og tilbagestående. I 1160'erne blev kongen af Leinster, Diarmait Mac Murchada, afsat af Irlands overkonge, Tairrdelbach Ua Conchobair. Diarmait henvendte sig til Henrik for hjælp i 1167, og den engelske konge accepterede at give Diarmait mulighed for at rekruttere lejesoldater i hans rige. Diarmait samlede en styrke af anglo-normanniske og flamske lejesoldater med base i området mellem den engelske og walisiske grænse, herunder Richard de Clare, 2. jarl af Pembroke. Med sine nye støtter genvandt han Leinster, men døde kort efter i 1171. Richard de Clare gjorde derefter selv krav på Leinster. Situationen i Irland var anspændt, og anglo-normannerne var voldsomt i undertal.
Henrik benyttede lejligheden til personligt at gribe ind i Irland. Han tog en stor hær ind i Sydwales og tvang oprørere, der havde holdt området siden 1165 at underlægge sig inden han sejlede fra Pembroke, Pembrokeshire, og landede i Irland i oktober 1171. Nogle af de irske stormænd appellerede til Henrik for at beskytte dem mod de anglo-normanniske angribere, mens de Clare tilbød at underkaste sig ham, hvis han fik lov til at beholde sine nye besiddelser. Henriks timing var påvirket af flere faktorer, herunder opmuntring fra Pave Alexander 3., som så muligheden for at etablere pavelig myndighed over den irske kirke. Den kritiske faktor synes imidlertid at have været Henriks bekymring for, at hans adelige i grænseområdet mellem England og Wales ville erhverve deres egne uafhængige territorier uden for hans autoritets rækkevidde. Henriks indgriben var vellykket, og både irerne og anglo-normannerne i det sydlige og østlige Irland accepterede hans styre.
Henrik påtog sig en bølge af borgbyggeri under sit besøg i 1171 for at beskytte sine nye territorier. Anglo-normannerne havde overlegne militære teknologier i forhold til irerne, og borgene gav dem en betydelig fordel. Henrik håbede på en politisk løsning på længere sigt, svarende til hans tilgang i Wales og Skotland, og i 1175 accepterede han Windsor-traktaten, hvorved Rory O'Connor ville blive anerkendt som Irlands overkonge og hylde Henrik og opretholde stabilitet i landet på hans vegne. Denne politik viste sig ikke at være vellykket, da O'Connor ikke var i stand til at udøve tilstrækkelig indflydelse og styrke i områder som Munster. Henrik intervenerede i stedet mere direkte og oprettede et system med hans egne lokale len gennem en konference, der blev afholdt i Oxford i 1177.

### Det store oprør (1173–1174)
I 1173 stod Henrik overfor Det store oprør, hvor hans ældste sønner og oprørske baroner gjorde oprør støttet af Frankrig, Skotland og Flandern. Flere klager understøttede oprøret. Den Unge Henrik var utilfreds med, at han trods titlen konge ikke kunne træffe beslutninger, og hans far holdt ham fast i mangel på penge. Han havde også været tæt knyttet til Thomas Becket, hans tidligere tutor, og kan have holdt sin far ansvarlig for Beckets død. Godfred stod over for lignende vanskeligheder. Hertug Conan 4. af Bretagne var død i 1171, men Godfred og Konstance var stadig ikke blevet gift, og det efterlod Godfred i et limbo uden sine egne lande. Richard blev opfordret til at tage del i oprøret af Eleonora, hvis forhold til Henrik var afbrudt. Derudover så lokale baroner, som ikke var tilfredse med Henriks styre, en mulighed for at genvinde deres traditionelle magt og indflydelse ved at slå sig sammen med hans sønner.
Den sidste dråbe var Henriks beslutning om at give sin yngste søn Johan tre store borge, der tilhørte den Unge Henrik, som først protesterede og derefter flygtede til Paris med sine brødre Richard og Godfred i hælene. Eleonora forsøgte at slutte sig til dem, men blev taget til fange af Henriks styrker i november. Ludvig støttede den Unge Henrik, og krigen var nært forestående. Den Unge Henrik skrev til paven, klagede over sin fars opførsel og begyndte at sikre sig allierede, herunder kong Vilhelm 1. af Skotland og greverne af Boulogne, Flandern og Blois, som alle var lovet jord, hvis den Unge Henrik vandt. Store baroneroprør brød ud i England, Bretagne, Maine, Poitou og Angoulême. I Normandiet gjorde nogle af grænsebaronerne oprør, og selv om det meste af hertugdømmet forblev loyale, ser der ud til at have været en undertone af utilfredshed. Kun Anjou viste sig at være relativt sikkert. På trods af krisens størrelse og omfang havde Henrik flere fordele, herunder kontrol med mange magtfulde kongelige borge i strategiske områder, kontrol over de fleste af de engelske havne og hans fortsatte popularitet i byerne i hans rige.
I maj 1173 sonderede Ludvig og den Unge Henrik Vexins forsvar, hovedruten til den normanniske hovedstad Rouen. Hære invaderede fra Flandern og Blois i et forsøg på en knibtangsmanøvre, mens oprørere fra Bretagne invaderede fra vest. Henrik rejste i hemmelighed tilbage til England for at beordre en offensiv mod oprørerne, og efter hans tilbagevenden iværksatte han et modangreb på Ludvigs hære, massakrerede mange af dem og pressede resten tilbage over grænsen. En hær blev sendt for at presse de bretonske oprørere tilbage, som Henrik forfulgte, overraskede og tog til fange. Henrik tilbød at forhandle med sine sønner, men disse diskussioner i Gisors brød snart sammen. I mellemtiden viste kampene i England sig at være lige, indtil en kongelig hær besejrede en overlegen styrke af oprørske og flamske forstærkninger i september i Slaget ved Fornham nær Fornham All Saints i East Anglia. Henrik udnyttede dette pusterum til at knuse oprørernes fæstninger i Touraine og sikrede den strategisk vigtige rute gennem sit rige. I januar 1174 angreb styrkerne under den Unge Henrik og Ludvig igen og truede med at rykke ind i det centrale Normandiet. Angrebet mislykkedes, og kampene stoppede, da vintervejret satte ind.
I begyndelsen af 1174 syntes Henriks fjender at have forsøgt at lokke ham tilbage til England, hvilket tillod dem angribe Normandiet i hans fravær. Som en del af denne plan angreb Vilhelm 1. af Skotland det England, støttet af de nordengelske oprørere. Yderligere skotske styrker blev sendt ind i Midlands, hvor oprørsbaronerne havde gjort gode fremskridt. Henrik afviste lokkemaden og fokuserede på at knuse modstanden i det sydvestlige Frankrig. Vilhelms felttog begyndte at svækkes, da skotterne ikke kunne indtage de vigtigste nordlige kongelige borge, delvist på grund af Henriks uægte søn Godfreds bestræbelser. I et forsøg på at genoplive planen erklærede grev Filip af Flandern, at han havde til hensigt at invadere England og sendte en fortrop til East Anglia. Den potentielle flamske invasion tvang Henrik til at vende tilbage til England i begyndelsen af juli. Ludvig og Filip kunne nu rykke over land i det østlige Normandiet og nåede frem til Rouen. Henrik rejste til Beckets grav i Canterbury, hvor han erklærede, at oprøret var en guddommelig straf rettet mod ham og gjorde passende bod. Dette gjorde en stor forskel i genoprettelsen af hans kongelige autoritet på et kritisk tidspunkt i konflikten. Oplysningen nåede Henrik om,
at den skotske konge Vilhelm var besejret og taget til fange af lokale styrker ved Alnwick, og oprøret i nord var knust. De resterende engelske oprørske fæstninger kollapsede, og i august vendte Henrik tilbage til Normandiet. Ludvig havde endnu ikke været i stand til at indtage Rouen, og Henriks styrker angreb den franske hær lige inden det endelige franske angreb på byen kunne begynde. Presset tilbage til Frankrig anmodede Ludvig om fredsforhandlinger og bragte en ende på konflikten.

## De sidste år (1175–1189)

### Eftervirkningen af det store oprør
I kølvandet på den store oprør førte Henrik forhandlinger i Montlouis og tilbød en mild fred på grundlag af status quo før krigen. Henrik og den Unge Henrik svor ikke at hævne sig på hinandens støtter. Den Unge Henrik gik med til overgivelsen af de omstridte borge til Johan, men til gengæld accepterede den ældre Henrik at give den yngre Henrik to borge i Normandiet og 15.000 angevinske pund. Richard og Godfred blev tildelt halvdelen af indtægterne fra Aquitanien og Bretagne  Eleonora blev holdt i husarrest til 1180'erne. De oprørske baroner blev holdt fængslet i kort tid og i nogle tilfælde idømt bøder og derefter genindsat i deres landområder. Oprørernes borge i England og Aquitanien blev ødelagt. Henrik var mindre generøs over for Vilhelm af Skotland, som ikke blev frigivet, før han havde accepteret Falaise-traktaten i december 1174, hvorefter han offentligt hyldede Henrik og overgav fem vigtige skotske borge til Henriks mænd. Filip af Flandern erklærede sin neutralitet overfor Henrik, mod at kongen indvilligede i at yde ham regelmæssig økonomisk støtte.
Henrik syntes nu i samtidens øjne at være stærkere end nogensinde, og han blev søgt som en allieret af mange europæiske ledere og bedt om at mægle i internationale tvister i Spanien og Tyskland. Han var ikke desto mindre travlt optaget med at løse nogle af de svagheder, som han mente havde forværret oprøret. Henrik gik i gang med at udvide det kongelige retsvæsen i England for at genhævde sin autoritet og brugte tid i Normandiet for at øge sin støtte blandt baronerne. Kongen benyttede sig også af den voksende Becket-kult til at øge sin egen prestige ved at bruge helgenens styrke til at forklare sin sejr i 1174, især med at fange Vilhelm.
Freden i 1174 løste ikke de langvarige spændinger mellem Henrik og Ludvig, og de genopstod i slutningen af 1170'erne. De to konger begyndte nu at kæmpe om kontrollen over Berry, en velstående region. Henrik havde nogle rettigheder til det vestlige Berry, men erklærede i 1176 en ekstraordinær påstand om, at han i 1169 havde accepteret at give Richards forlovede Adéle hele provinsen som en del af ægteskabsaftalen. Hvis Ludvig accepterede det, ville det antyde, at Berry var Henriks til at give fra starten, og ville have givet Henrik retten til at besætte det på Richards vegne. For at lægge yderligere pres på Ludvig mobiliserede Henrik sine hære til krig. Pavemagten greb ind, og som Henrik sikkert havde planlagt, blev de to konger opfordret til at underskrive en ikke-angrebs-traktat i september 1177 og love at tage på et fælles korstog. Spørgsmålet om ejerskabet af Auvergne og dele af Berry blev overgivet til en voldgift, der dømte til Henriks fordel. Henrik fulgte denne succes op ved at købe La Marche af greven. Denne udvidelse af Henriks rige truede igen fransk sikkerhed og bragte øjeblikkeligt den nye fred i fare.

### Familiespændinger
I slutningen af 1170'erne fokuserede Henrik på at forsøge at skabe et stabilt regeringssystem ved i stigende grad at herske gennem sin familie, men spændingerne omkring arvefølgen var aldrig langt væk, hvilket i sidste ende førte til en ny oprør. Efter at have knust de resterende oprørere fra det store oprør blev Richard i 1179 anerkendt af Henrik som hertugen af Aquitanien. I 1181 blev Godfred endelig gift med Konstance af Bretagne og blev hertug af Bretagne. Nu accepterede det meste af Bretagne det angevinske styre, og Godfred var i stand til at håndtere de resterende oprør alene. Johan havde tilbragt Det store oprør rejsende sammen med sin far, og de fleste iagttagere begyndte nu at betragte prinsen som Henriks foretrukne barn. Henrik begyndte at give Johan flere landområder, for det meste på forskellige adeliges bekostning, og i 1177 gjorde han ham Herre over Irland. I mellemtiden tilbragte den Unge Henrik slutningen af årtiet på rejser i Europa, deltog i ridderturneringer og spillede kun en forbigående rolle i enten styret eller på Henriks og Richards militære felttog. Han blev i stigende grad mere utilfreds med sin position og mangel på magt.
I 1182 gentog den Unge Henrik sine tidligere krav: Han ønskede at blive tildelt lande, for eksempel Hertugdømmet Normandiet, hvilket ville give ham mulighed for at forsørge sig selv og hans husstand med værdighed. Henrik nægtede, men accepterede at øge sin søns godtgørelse. Dette var ikke nok til at tilfredsstille den Unge Henrik. Da det igen klart trak op til problemer, forsøgte Henrik at dæmpe situationen ved at insistere på, at Richard og Godfred hyldede den Unge Henrik for deres lande. Richard mente ikke, at den Unge Henrik havde noget krav på Aquitanien og nægtede at give sin hyldest. Henrik tvang Richard til at give sin hyldest, men den Unge Henrik nægtede vredt at acceptere det. Han indgik en alliance med nogle af de utilfredse baroner i Aquitanien, som var utilfredse med Richards styre, og Godfred sluttede sig til ham og rejste en hær af lejesoldater i Bretagne for at true Poitou. Åben krig brød ud i 1183, og Henrik og Richard ledte et fælles felttog i Aquitanien. Før de kunne afslutte det, fik den Unge Henrik feber og døde, hvilket betød en brat afslutning på oprøret.
Med sin ældste søn død ændrede Henrik planerne for arven: Richard skulle gøres til konge af England, stadig uden nogen egentlig magt indtil sin fars død. Godfred skulle beholde Bretagne, da han holdt det gennem ægteskab, så Henriks yndlingssøn Johan ville blive hertugen af Aquitanien i stedet for Richard. Richard nægtede at opgive Aquitanien. Han var tæt knyttet til hertugdømmet og havde ikke noget ønske om at afgive denne titel for den meningsløse rolle som at være medkonge af England. Henrik blev rasende og beordrede Johan og Godfred til at marchere sydpå og genindtage hertugdømmet med magt. Den korte krig sluttede i dødvande og en anspændt familieforsoning i Westminster i England i slutningen af 1184. Henrik fik endelig sin vilje i begyndelsen af 1185 ved at bringe Eleonora til Normandiet for at overtale Richardtil at adlyde sin far, samtidig med at han truede med at give Normandiet, og muligvis England, til Godfred. Dette viste sig nok, og Richard overgav endelig hertugslottene i Aquitanien til Henrik.
I mellemtiden var Johans første ekspedition til Irland i 1185 ikke nogen succes. Irland var først for nylig blevet erobret af anglo-normanniske styrker, og der var stadig spændinger mellem Henriks repræsentanter, de nye bosættere og de eksisterende indbyggere. Johan fornærmede de lokale irske herskere, undlod at opnå allierede blandt de anglo-normanniske bosættere, begyndte at tabe terræn militært mod irerne og vendte til sidst tilbage til England. I 1186 var Henrik ved igen at sende Johan tilbage Irland, da nyheden kom om, at Godfred var død under en turnering i Paris og efterlod to små børn. Denne begivenhed ændrede igen magtbalancen mellem Henrik og hans resterende sønner.

### Henrik og Filip August
Henriks forhold til sine to overlevende arvinger var meget forskelligt. Kongen havde stor kærlighed til sin yngste søn Johan, men udviste lidt varme overfor Richard og så ud til at have båret nag til ham efter deres uenighed i 1184. Mundhuggeriet og de sagte spændinger mellem Henrik og Richard blev klogt udnyttet af den nye franske konge, Filip 2. August. Filip var kommet til magten i 1180, og han demonstrerede hurtigt, at han kunne være en selvherskende, beregnende og manipulerende politisk leder. Oprindeligt havde Henrik og Filip August haft et godt forhold. På trods af forsøg på at splitte de to ad var Henrik og Filip August enige om en fælles alliance, selvom dette kostede den franske konge støtten fra Flandern og Champagne. Filip August betragtede Godfred som en nær ven og ville have hilst ham velkommen som Henriks efterfølger. Med Godfreds død brød forholdet mellem Henrik og Filip sammen.
I 1186 krævede Filip August, at han skulle have myndigheden over Godfreds børn og Bretagne, og insisterede på, at Henrik beordrede Richard til at trække sig tilbage fra Toulouse, hvortil han var blevet sendt med en hær for at lægge nyt pres på Filips onkel, Raymond. Filip truede med at invadere Normandiet, hvis dette ikke skete. Han genåbnede også spørgsmålet om Vexin, som havde udgjort en del af hans halvsøsters Margretes medgift flere år forinden. Henrik holdt stadig regionen besat, og nu insisterede Filip på, at Henrik enten fik det længe aftalte ægteskab mellem Richard og Adéle indgået eller returnere Margretes medgift. Filip invaderede Berry, og Henrik mobiliserede en stor hær, der konfronterede franskmændene i Châteauroux, før pavens indblanding bragte våbenhvile. Under forhandlingerne foreslog Filip Richard, at de skulle alliere sig mod Henrik, og det markerede begyndelsen på en ny strategi for at skille far og søn.
Filips tilbud faldt sammen med en krise i Levanten. I 1187 overgav Jerusalem sig til Saladin og opfordringer til et nyt korstog fejede henover Europa. Richard var begejstret og erklærede sin hensigt til at deltage i korstoget, og Henrik og Filip erklærede deres samme hensigt i begyndelsen af 1188. Skatter begyndte at blive hævet og planer lagt for forsyninger og transport. Richard var ivrig efter at starte sit korstog, men blev tvunget til at vente på, at Henrik skulle ordne sine sager. I mellemtiden begyndte Richard i 1188 at knuse nogle af sine fjender i Aquitanien, inden han igen angreb greven af Toulouse. Richards felttog undergravede våbenhvilen mellem Henrik og Filip, og begge sider mobiliserede igen store styrker i forventningen af krig. Denne gang afviste Henrik Filips tilbud om en kortvarig våbenhvile i håb om at overbevise den franske konge om at acceptere en langvarig fredsaftale. Filip nægtede at overveje Henriks forslag. En rasende Richard mente, at Henrik søgte at vinde tid og forsinkede korstogets afgang.

### Død
Forholdet mellem Henrik og Richard brød til sidst ud i vold kort før Henriks død. Filip afholdt en fredskonference i november 1188, hvor han fremsatte et offentligt tilbud om en generøs langvarig fredsplan med Henrik, hvor han gav indrømmelser til forskellige territoriale krav, hvis Henrik omsider fik giftet Richard og Adéle og erklærede Richard som sin anerkendte arving. Henrik afviste forslaget, hvorefter Richard selv talte og krævede at blive anerkendt som Henriks efterfølger. Henrik forblev tavs, og Richard skiftede derefter offentligt side på konferencen og gav formel sin hyldest til Filip foran de samlede adelsmænd.
Pavemagten greb endnu en gang ind for at forsøge at skabe en fredsaftale i sidste øjeblik, hvilket resulterede i en ny konference i La Ferté-Bernard i 1189. På daværende tidspunkt led Henrik af et blødende mavesår, som i sidste ende viste sig at være dødeligt. Drøftelserne opnåede kun lidt, selv om det er blevet påstået at Henrik tilbød Filip, at Johan snarere end Richard kunne blive gift med Adéle, hvilket afspejlede de rygter, der havde cirkuleret i løbet af sommeren om, at Henrik åbent overvejede at fratage Richard hans arv. Konferencen brød sammen med en snarlig krig sandsynlig, men Filip og Richard iværksatte et overraskelsesangreb umiddelbart bagefter under det, der traditionelt var en periode med våbenhvile.
Henrik blev overrasket i Le Mans, men foretog en tvungen march nordpå til Alençon, hvorfra han kunne undslippe til Normandiets sikkerhed. Pludselig vendte Henrik tilbage sydpå mod Anjou, efter råd fra hans embedsmænd. Vejret var ekstremt varmt, kongen blev mere og mere syg, og han så ud til at have ønsket at dø fredeligt i Anjou snarere end at kæmpe endnu en felttog. Henrik undgik fjendens styrker på vej sydpå og kollapsede på sit slot i Chinon. Filip og Richard gjorde store fremskridt, ikke mindst fordi det nu var tydeligt, at Henrik var døende, og at Richard ville blive den næste konge, og parret indbød til forhandlinger. De mødtes i Ballan, hvor Henrik, der kun lige var i stand til at forblive siddende på sin hest, gik med til en fuldstændig overgivelse: Han ville hylde Filip; han ville overgive Adéle til en værge, og hun ville blive gift med Richard ved afslutningen af det kommende korstog; han ville anerkende Richard som sin arving; han ville betalle Filip erstatning, og de vigtigste borge ville blive overgivet til Filip som garanti.
Henrik blev ført tilbage til Chinon i en bærestol, hvor han fik at vide, at Johan offentligt havde taget Richard side i konflikten. Dette svigt viste sig at give det sidste chok, og kongen kollapsede til sidst i en feber og genvandt bevidsthed kun i et par øjeblikke, hvor han skriftede. Han døde den 6. juli 1189, 56 år gammel. Han havde ønsket at blive begravet i Grandmont Abbediet i Limousin, men det varme vejr gjorde transporten af hans lig upraktisk, og han blev i stedet begravet i det nærliggende Fontevraudkloster.

## Børn
| Navn                                               | Fødsel                                             | Død                                                | Noter                                                                                       |
| Med Eleonora af Aquitanien (gift den 18. maj 1152) | Med Eleonora af Aquitanien (gift den 18. maj 1152) | Med Eleonora af Aquitanien (gift den 18. maj 1152) | Med Eleonora af Aquitanien (gift den 18. maj 1152)                                          |
| -------------------------------------------------- | -------------------------------------------------- | -------------------------------------------------- | ------------------------------------------------------------------------------------------- |
| Vilhelm 9., greve af Poitiers                      | 17. august 1153                                    | April 1156                                         | ugift og uden børn                                                                          |
| Henrik den Unge Konge                              | 28. februar 1155                                   | 11. juni 1183                                      | gift med Margrete af Frankrig; ingen børn                                                   |
| Matilde, hertuginde af Sachsen                     | Juni 1156                                          | 13. juli 1189                                      | gift med Henrik Løve, hertug af Sachsen, som hun fik børn med                               |
| Richard 1. af England                              | 8. september 1157                                  | 6. april 1199                                      | gift med Berengaria af Navarra; ingen børn                                                  |
| Godfred 2., hertug af Bretagne                     | 23. september 1158                                 | 19. august 1186                                    | gift med Konstance af Bretagne, som han fik børn med                                        |
| Eleonora, dronning af Kastilien                    | 13. oktober 1162                                   | 31. oktober 1214                                   | gift med Alfons 8. af Kastilien, som hun fik børn med                                       |
| Johanne, dronning af Sicilien                      | Oktober 1165                                       | 4. september 1199                                  | gift med 1) Vilhelm 2. af Sicilien 2) Raymond 6. af Toulouse, som hun fik børn med          |
| Johan af England                                   | 24. december 1167                                  | 19. oktober 1216                                   | gift med 1) Isabella, grevinde af Gloucester 2) Isabella af Angoulême, som han fik børn med |

## Eftermæle
I det umiddelbare kølvand på Henriks død hævdede Richard med succes sin fars lande. Han drog senere på Det tredje korstog, men giftede sig aldrig med Adéle, som han havde aftalt med Filip August. Eleonora blev løsladt fra sit husarrest og genoptog kontrollen over Aquitanien, hvor hun regerede på Richards vegne. Henriks rige overlevede ikke længe og kollapsede under hans yngste søn Johans styre, da Filip erobrede alle de angevinske besiddelser i Frankrig undtagen Gascogne. Dette kollaps havde forskellige årsager, herunder langvarige ændringer i den økonomisk magt, voksende kulturelle forskelle mellem England og Normandiet, men især den skrøbelige, familiære karakter af Henriks rige.
Henrik var ikke en populær konge og få udtrykte stor sorg over nyheden om hans død. Vilhelm af Newburgh, som skrev i 1190'erne, kommenterede, at "i hans egen tid blev han hadet af næsten alle". Henrik blev kritiseret bredt af sine egne samtidige, også inden for sit eget hof. Mange af de ændringer, han indførte under sin lange regeringstid, havde store langsigtede konsekvenser. Hans juridiske ændringer anses generelt for at have lagt grundlaget for det engelske almindelig retssystem, og skatteretten var en forløber for den senere fællesret i Westminster. Henriks omrejsende dommere påvirkede også hans samtidiges juridiske reformer: Filip Augusts skabelse af omrejsende Bailli, for eksempel, var klart inspireret af Henriks model. Henriks indgriben i Bretagne, Wales og Skotland havde også en betydelig langsigtet indflydelse på udviklingen af deres samfund og regeringssystemer.

### Historiografi
Henrik og hans regeringstid har tiltrukket interesse fra historikere i mange år. I det 18. århundrede hævdede historikeren David Hume, at Henriks regeringstid var afgørende for skabelsen af et ægte engelsk monarki og i sidste ende et samlet Storbritannien. Henriks rolle i Becket striden blev betragtet som relativt prisværdig af datidens protestantiske historikere, mens hans stridigheder med den franske Kong Ludvig, også tiltrak positive patriotiske kommentarer. I den victorianske periode var der en ny interesse for historiske figurers personlige moral, og lærde begyndte at udtrykke større bekymring over aspekter af Henrys opførsel, herunder hans rolle som forælder og ægtemand. Kongens rolle i Beckets død tiltrak særlig kritik. Senvictorianske historikere, som havde stigende adgang til dokumentariske optegnelser fra perioden, lagde vægt på Henriks bidrag til udviklingen af centrale engelske institutioner, herunder udviklingen af rets- og skattevæsenet. William Stubbs' analyse førte ham frem til at betegne Henrik som en "lovgiverkonge", der var ansvarlig for store, langvarige reformer i England. Påvirket af den samtidige udvidelse af det Britiske Imperium foretog historikere som Kate Norgate detaljeret forskning af Henriks kontinentale besiddelser og skabte udtrykket "Det Angevinske Rige" i 1880'erne.
Historikere fra det 20. århundrede udfordrede mange af disse konklusioner. I 1950'erne undersøgte Jacques Boussard og John Jolliffe blandt andet karakteren af Henriks "imperium". Franske historikere analyserede især mekanismerne for, hvordan den kongelige magt fungerede i denne periode. De anglocentriske aspekter i mange historiebøger om Henrik blev udfordret fra 1980'erne og fremefter med bestræbelser på at samle den britiske og franske historiske analyse af perioden. Mere detaljerede undersøgelser af de skriftlige optegnelser, som Henrik efterlod, har rejst tvivl om nogle tidligere fortolkninger: Robert Eytons banebrydende værk fra 1878, der fulgte Henriks rejseplan gennem slutninger fra "The Pipe rolls", er for eksempel blevet kritiseret for at være en for sikker måde at bestemme placering eller deltagelse i hoffet. Selvom mange flere af Henriks rettighedsbreve er blevet identificeret, er opgaven med at udlægge disse optegnelser, de økonomiske oplysninger i "The Pipe rolls" og bredere økonomiske materiale fra styret blevet fundet til at være mere udfordrende end mand tidligere troede. Der er stadig betydelige huller i den historiske analyse af Henrik, især karakteren af hans styre i Anjou og det sydlige Frankrig.

### I populær kultur
Henrik 2. optræder som en figur i flere moderne skuespil og film. Han er en central rollefigur i James Goldmans 1966-skuespil Løve ved vintertide (The Lion in Winter), der foregår i 1183 og handler om et imaginært møde mellem Henriks nærmeste familie og Filip August over jul i Chinon. Den oscarvindene filmatisering fra 1968 viser den moderne populære opfattelse af Henrik som en noget hellig, ilter og beslutsom konge, selvom, som Goldman erkender, Henriks lidenskaber og karakter i det væsentlige er fiktive. Løve ved vintertide har vist sig at være en vedvarende repræsentation af Henrik, og blev i 2003 genindspillet som en tv-film.
En yngre Henrik, også spillet af Peter O'Toole, optræder i stykket Becket af Jean Anouilh, der blev filmatiseret i 1964. Igen er kongens karakter bevidst fiktiv, drevet af behovet for drama i stykket mellem Henrik og Becket. Becket striden danner også grundlaget for handlingen i T.S. Eliots 's skuespil Mordet i domkirken, hvor spændingerne mellem Henrik og Becket danner grundlaget for en diskussion om de mere overfladiske følger af Beckets død og Eliots dybere religiøse fortolkning af episoden.